# Philharmonie nationale d'Ukraine
Le Théâtre philharmonique national  est une institution nationale musicale en Ukraine situé à Kiev.

## Histoire
La philharmonie est créée en 1962 sous le nom Mykola Lyssenko. 
Le bâtiment est construit en 1882 par Vladimir Nikolaïev. L'orchestre philharmonique national d'Ukraine est créé en 1995.

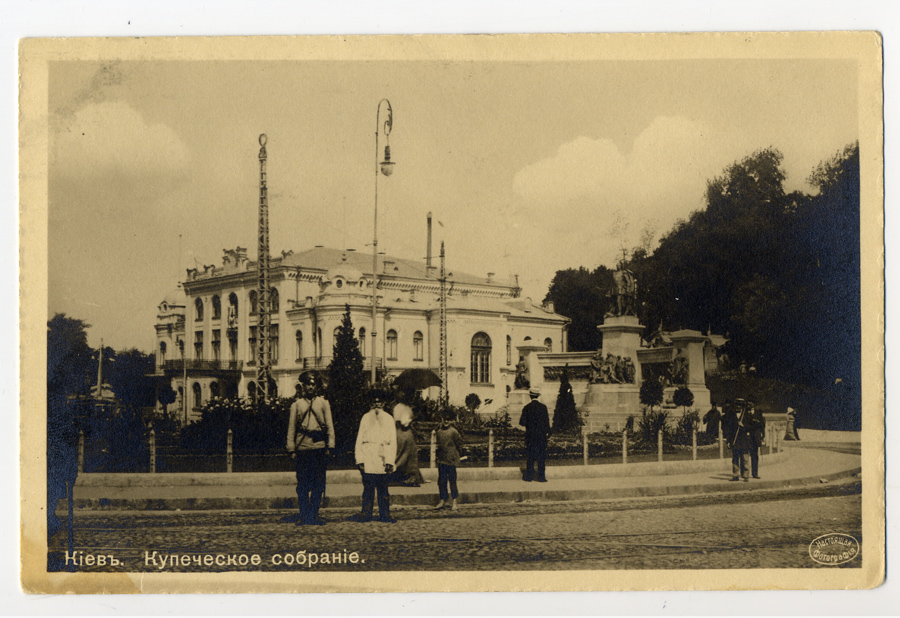
Années 1910.

## Articles connexes

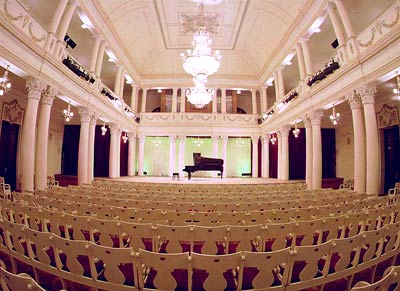
La salle.